# 张荣森 (1917年)
张荣森（1917年1月—1984年5月11日），男，四川通江人，中华人民共和国军事人物，中国人民解放军少将，曾任昆明军区副司令员，南京高级陆军学校校长。中共十大、十一大代表。第四届全国人大代表。

## 生平
1932年参加中国工农红军。1933年入共青团，1936年转入中国共产党。历任红四方面军红三十一军第93师战士、通信排排长、司令部作战参谋。1936年入红军大学。
中国抗日战争时期，任绥德警备司令部参谋、侦察科副科长，八路军留守兵团警备一旅司令部二科（侦察科）科长，一团连长。
解放战争时期，任热辽纵队第三十旅六十六团参谋长，热北独立骑兵支队支队长，热北军分区副参谋长，冀察热辽军区独立六师副参谋长。1948年11月调任第四野战军第四十八军第142师副参谋长，后升任师参谋长。
1949年后，任中国人民解放军第142师代师长。1954年从南京军事学院毕业，任第142师师长。1957年从苏联伏龙芝军事学院毕业，任高等军事学院副班主任。1961年任第四十三军第127师师长。1964年4月2日晋升少将军衔。1964年5月任第四十二军军长。1968年7月任第四十三军军长。1971年5月兼任中共贵州省委书记（当时设第一书记）。1972年12月任广州军区副参谋长。1976年10月任昆明军区副司令员。1979年2月任南京高级陆军学校校长。
1983年6月离职休养。